# 空対艦ミサイル

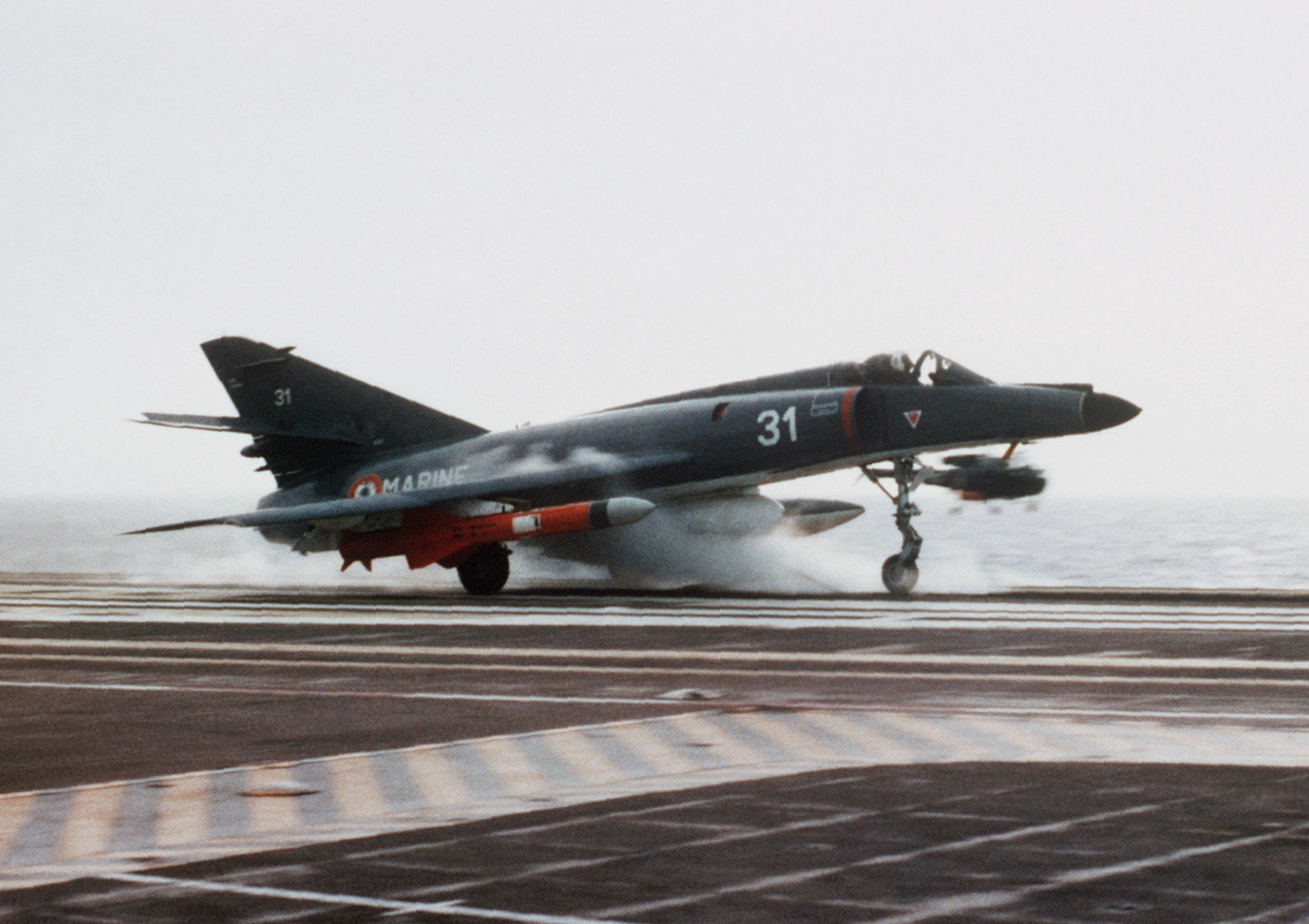
エグゾセASMを搭載して発艦するシュペルエタンダール艦上攻撃機

空対艦ミサイル（くうたいかんミサイル、英語: air-to-ship missile, ASM）は、航空機から発射される対艦ミサイルのこと。

## 概要
第二次世界大戦中の対艦兵器としては砲熕兵器やロケット弾、魚雷、無誘導爆弾などが用いられていた。その後、大戦末期にかけて精密誘導兵器（PGM）の開発が進むと、まずは推進装置をもたない誘導爆弾が導入されたが、これと並行して巡航ミサイルの開発も進められており、ドイツ空軍では1943年よりHs.293を実戦投入した。大日本帝国陸軍もイ号一型甲無線誘導弾およびイ号一型乙無線誘導弾を開発していたが、いずれも実戦投入には至らなかった。またアメリカ海軍もガーゴイルを開発していたが、こちらも実戦投入には至らなかった。
大戦後、ソビエト連邦ではナチス・ドイツから獲得したミサイル技術も踏まえて巡航ミサイルの開発を進めており、1953年にはMiG-15戦闘機を無人化したような設計のKS-1（AS-1）を就役させ、これが同国初の空対艦ミサイルとなった。その後も順次に開発・配備が進められていき、1966年には最大射程350海里 (650 km)という長大な射程を誇るKSR-5（AS-6）が配備された。
ただしソ連では、政治的な理由もあって、このように戦略爆撃機でなければ搭載できないような大型・長射程のミサイルの開発が先行したため、戦術的に使用できるようなミサイルの開発が開始されたのは1960年代中盤になってからであった。これに対して西側諸国では、むしろ比較的小型・短射程のミサイルの開発が先行しており、まず1959年、アメリカ海軍の対潜哨戒機が浮上した潜水艦を攻撃するための兵器として、指令誘導式のブルパップ（射程10海里 (19 km)）が配備された。
その後、1970年代には北大西洋条約機構（NATO）諸国でも電波・光波ホーミング誘導式の空対艦ミサイルの実用化が相次いだが、これらの多くは艦対艦ミサイル（SSM）とファミリー化されていた。特にエグゾセは1982年のフォークランド紛争で実戦投入され、駆逐艦「シェフィールド」撃沈などで有名になった。また航空自衛隊でも、1980年には80式空対艦誘導弾（ASM-1）を制式化した。
対艦ミサイルが登場した当初は、単に小さく高速であるというだけで要撃を避けることができていたが、水上艦の側でもミサイルの脅威に対抗するため電子攻撃やCIWSなど対艦ミサイル防御（ASMD）の技術を発達させていったことから、後にはミサイルの側でも、超低空飛行（シースキミング）やレーダー反射断面積（RCS）の低減によって敵からの探知を避けたり、超音速化によって要撃のための余裕を与えないようにしたりといった策を講じていくことになった。

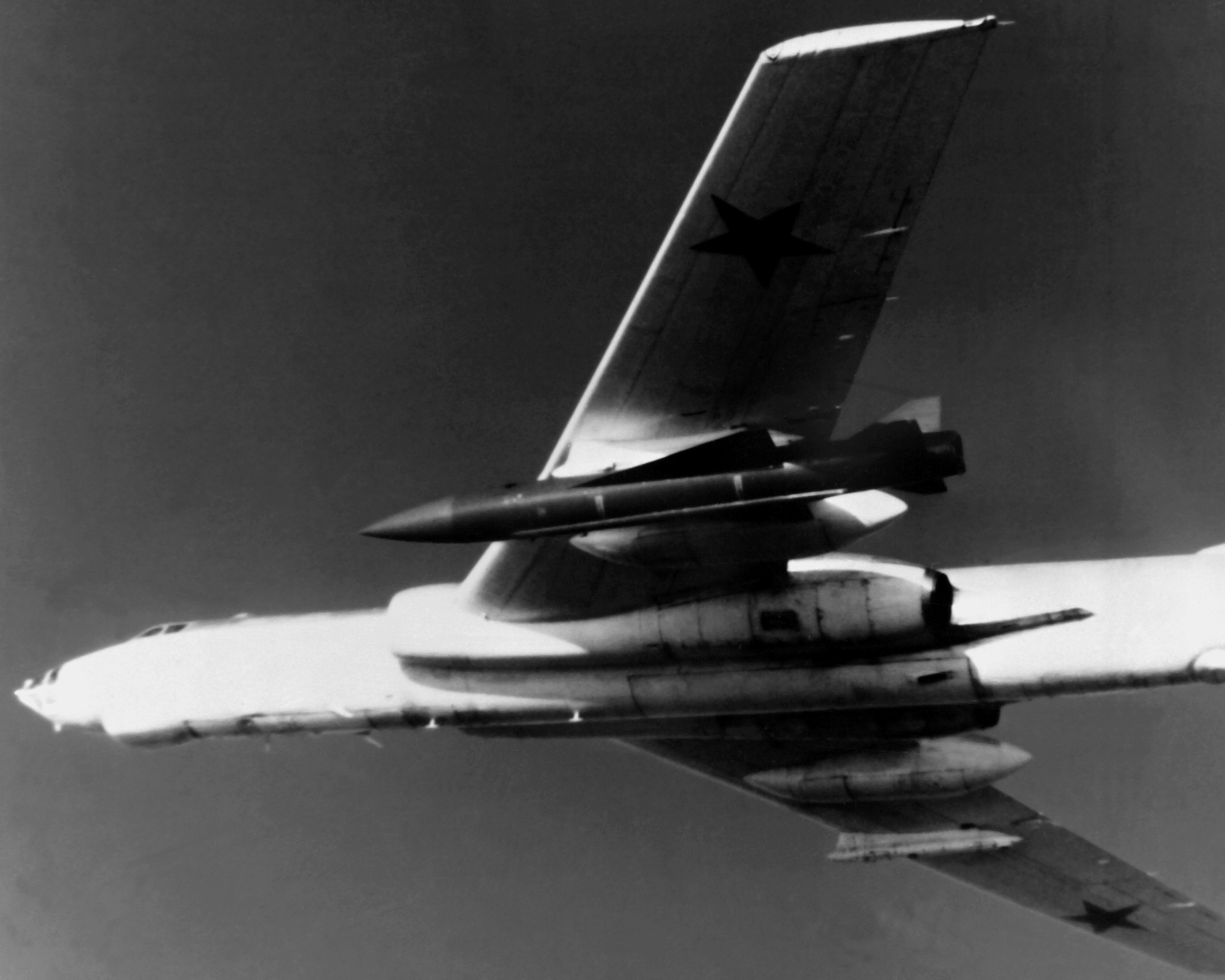
Tu-16戦略爆撃機に搭載されたKSR-5
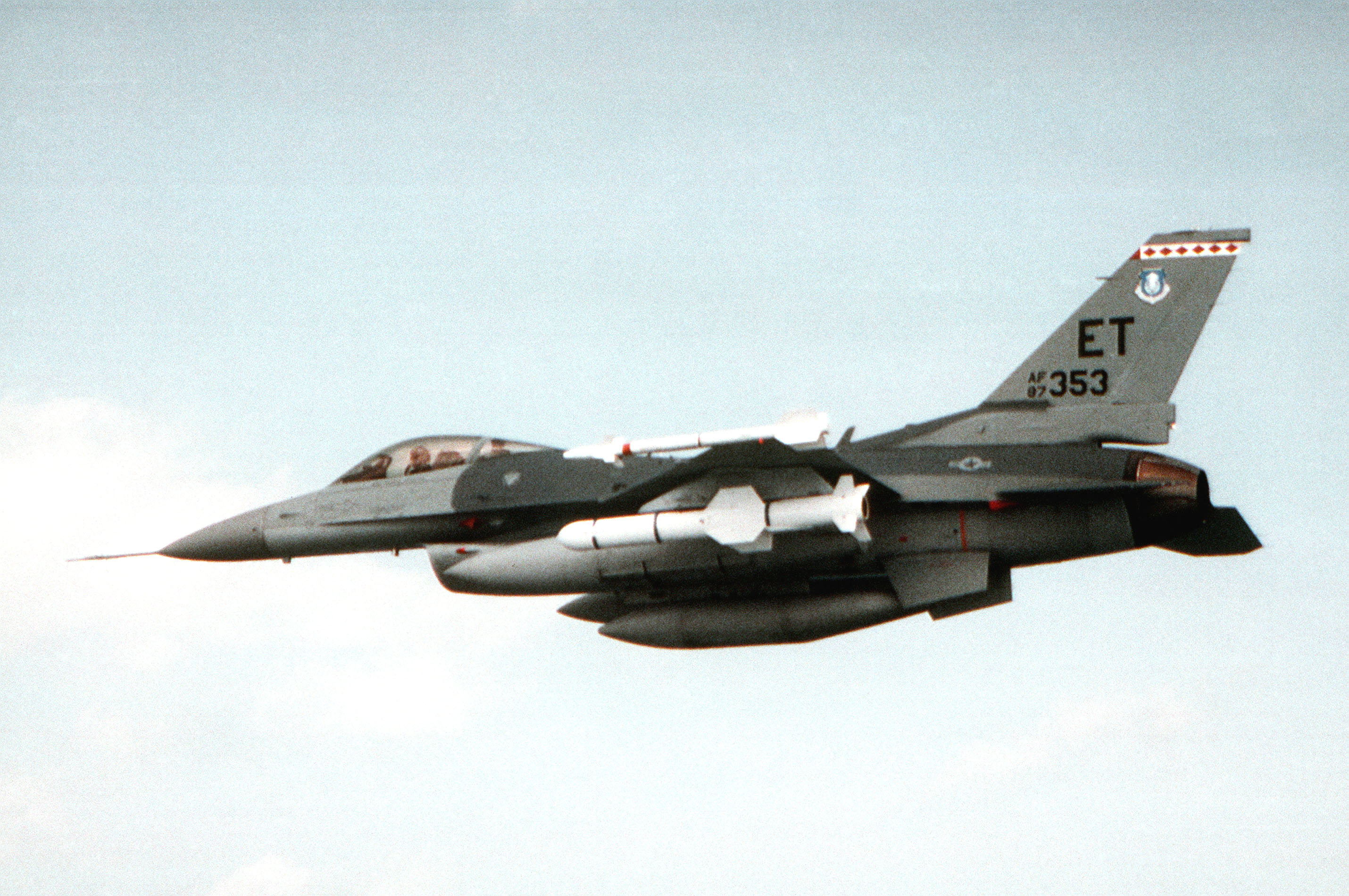
ハープーンASMを搭載して飛行するF-16戦闘機
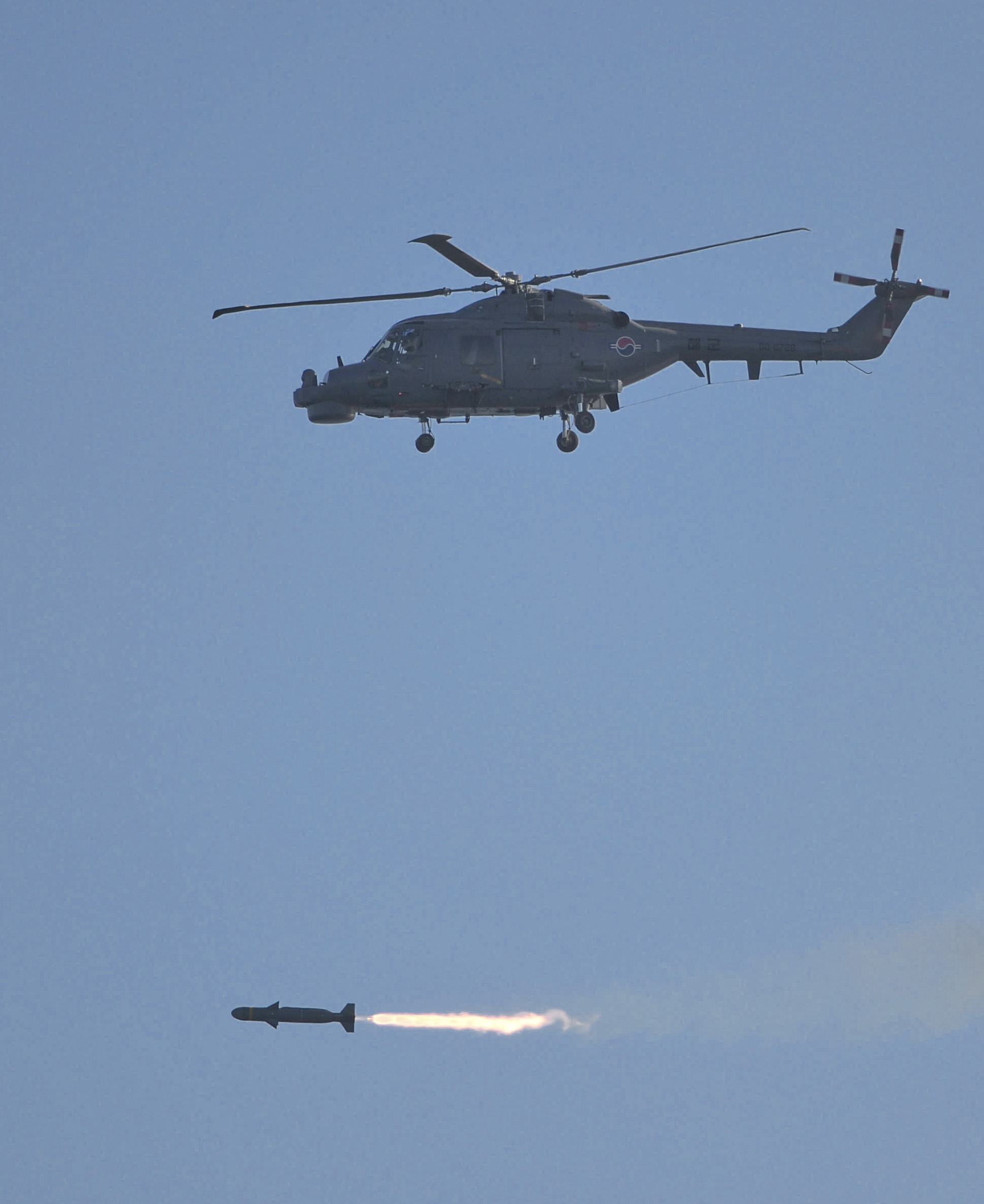
リンクス哨戒ヘリコプターから発射されたシースクア

## 主な機種
アメリカ合衆国
- ブルパップ
- ハープーン
- ヘルファイア[注 1]
- LRASM（開発中）

 イギリス
- マーテル[注 2]
  - シーイーグル - 発展型
- シースクア
- シーヴェノム（英語版）

 イスラエル
- ガブリエルMk.III

 イタリア
- マルテ（英語版）

 スウェーデン
- RB 04（英語版）
- RBS-15F

 ソビエト連邦/ ロシア
- K-10S（ロシア語版、英語版）（AS-2 キッパー）
- KS-1（ロシア語版、英語版）（AS-1 ケンネル）
- KRS-2（ロシア語版、英語版）（AS-5 ケルト）
- KRS-5（ロシア語版、英語版）（AS-6 キングフィッシュ）
- Kh-20（AS-3 カンガルー）
- Kh-22（AS-4 キッチン）
- Kh-31（AS-17 クリプトン）
- Kh-35（AS-20 カヤック）
- Kh-41（SS-N-22 サンバーン）
- Kh-59（AS-13 キングボルト）
- Kh-61（SS-N-26 ストロバイル）
  - ブラモス[注 3]

 中国
- YJ-81
- YJ-7
- YJ-91
- YJ-12

 ドイツ
- コルモラン

 日本
- 80式空対艦誘導弾（ASM-1）
- 91式空対艦誘導弾（ASM-1C）
- 93式空対艦誘導弾（ASM-2）
- ASM-3[注 4]

 ノルウェー
- ペンギン
- JSM（開発中）

 フランス
- AS.12（英語版）[注 1]
- AS.15TT（英語版）
- エグゾセ